# Pazarağaç, Çay
Pazarağaç là một thị trấn thuộc huyện Çay, tỉnh Afyonkarahisar, Thổ Nhĩ Kỳ. Dân số thời điểm năm 2011 là 2.761 người.